# Arnold Kask

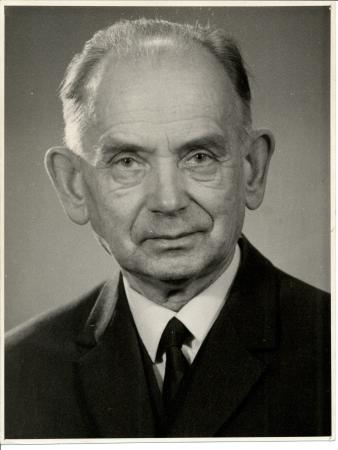
Arnold Kask

Arnold Kask (* 28. Julijul. / 10. August 1902greg. in Pärnu; † 30. Juli 1994 in Tartu) war ein estnischer Sprachwissenschaftler.

## Leben
Kask machte in Pärnu Abitur und studierte von 1923 bis 1928 an der Universität Tartu estnische Sprache, estnische Literatur, Pädagogik und Philosophie. Anschließend war er von 1929 bis 1941 Lehrer am Hugo-Treffner-Gymnasium. 1943 erhielt er den Magistergrad, 1944 wurde er Dozent für Estnisch an der Universität Tartu, und 1955 verteidigte er seine Doktorarbeit über die Entwicklung der estnischen Schriftsprache im 19. Jahrhundert.
Nachdem zum Ende des Zweiten Weltkriegs viele berufene estnische Sprachwissenschaftler in den Westen gegangen waren – u. a. Johannes Aavik, Julius Mägiste, Julius Mark, Alo Raun und Andrus Saareste –, war es vor allem Arnold Kask, der die wissenschaftliche Befassung mit dem Estnischen an der Universität Tartu wieder aufbaute und vorantrieb. Nach der Pensionierung von Johannes Voldemar Veski wurde er 1955 Leiter des Estnisch-Lehrstuhls an der Universität Tartu. Dieses Amt bekleidete er bis 1975, seit 1957 als Professor. Dadurch wurde er der akademische Lehrer einer ganzen Generation von estnischen Sprachwissenschaftlerinnen und Sprachwissenschaftlern.

## Forschungstätigkeit
Kasks Forschungsschwerpunkt waren die Entwicklung der estnischen Schriftsprache und die Dialektologie. In letzterem Bereich setzte er die Arbeit von Andrus Saareste, der zu seinen Lehrern gehört und mit dem er zusammengearbeitet hatte, in Estland fort. Zur Entwicklung der estnischen Schriftsprache legte er mehrere Monografien vor, die bis heute Standardwerke sind. Außerdem verfasste er zahlreiche Lehrmaterialien für den universitären Unterricht.

## Ehrungen
- 1970 Verdienter Wissenschaftler der ESSR
- 1974 Ehrenmitglied der Gesellschaft für Muttersprache

## Bibliografie (Auswahl)
- O metodach issledovanija estonskich govorov, in: Filoloogilisi ettekandeid. Peetud soome-ugri teaduste konverentsil Leningradis 1947 a. Filologičeskie doklady. Na konferencii po voprosam finnougorskoj filologii v Leningrade v 1947 g. Tartu, S. 48–64.
- Eesti kirjakeele ajaloo periodiseerimisest, in: Emakeele Seltsi Aastaraamat 1 (1955), S. 54–66.
- Ülevaade eesti leksikograafiast 1917. aastani, in: Keele ja Kirjanduse Instituudi Uuurimusi I (1956), S. 140–176.
- Eesti murrete kujunemisest ja rühmitumisest, in: Eesti rahva etnilisest ajaloost. Tallinn: Eesti Riiklik Kirjastus 1956, S. 24–40.
- J.C. Clare eesti keele grammatikast, in: Keele ja Kirjanduse Instituudi Uuurimusi II (1958), S. 53–61.
- Võitlus vana ja uue kirjaviisi vahel XIX sajandi eesti kirjakeeles. Tallinn: Eesti Riiklik Kirjastus 1958. 212 S.
- (gemeinsam mit Pauline Palmeos) Eesti keele grammatika II. Tartu: Tartu Riiklik Ülikool 1965. 82 S.
- Eesti keele grammatika III. 1. vihik. Liitsõnad ja sõnade liitumisviisid eesti keeles. Tartu: Tartu Riiklik Ülikool 1967. 106 S.
- Eesti kirjakeele ajaloost I, II. Tartu: TRÜ Eesti keele kateeder 1970. 468 S.
- Elmar Muuk ja eesti kirjakeele normid, in: Keel ja Kirjandus 1/1970, S. 21–29; 2/1970, S. 94–101.
- Eesti keele ajalooline grammatika. Häälikulugu. 1. vihik. Tartu: Tartu Riiklik Ülikool 1980.
- Eesti murded ja kirjakeel. Tallinn: Valgus 1984. 341 S.
- (gemeinsam mit Heli Laanekask): J. F. Helleri eesti-saksa sõnaraamat, in: Keel ja Kirjandus 8/1987, S. 468–479.